# Puronsuusaaret
Puronsuusaaret är en ö i Finland. Den ligger i sjön Vuotjärvi och i kommunen Kuopio (tidigare Juankoski) i den ekonomiska regionen  Nordöstra Savolax ekonomiska region  och landskapet Norra Savolax, i den centrala delen av landet, 400 km nordost om huvudstaden Helsingfors. Öns största längd är 100 meter i nord-sydlig riktning. Notera att namnet antyder att det är fråga om flera öar.